# Carajás EC
Carajás EC is een Braziliaanse voetbalclub uit Belém in de staat Pará. 

## Geschiedenis
De club werd in 1997 opgericht als Carajás EC. In 2007 werd de club een satellietclub van Paysandu SC en nam de nieuw naam Time Negra aan. In 2016 werd opnieuw de oorspronkelijke naam aangenomen. 